# KFC in het seizoen 1957/58
Het seizoen 1957/1958 was het derde jaar in het bestaan van de Kooger betaaldvoetbalclub KFC. De club kwam uit in de Eerste divisie B en eindigde daarin op de 14e plaats. Tevens deed de club mee aan het toernooi om de KNVB Beker, hierin werd in de eerste ronde verloren van WSV '30 (1–2).

## Wedstrijdstatistieken

### Eerste divisie B
|       | Eindhoven | Fortuna | Haarlem | Helmondia '55 | Hermes DVS | Leeuwarden | Limburgia | RCH   | Rigtersbleek | SHS   | Sittardia | Stormvogels | De Volewijckers | Wageningen | Xerxes |
| ----- | --------- | ------- | ------- | ------------- | ---------- | ---------- | --------- | ----- | ------------ | ----- | --------- | ----------- | --------------- | ---------- | ------ |
| Thuis | 2 – 1     | 2 – 4   | 0 – 2   | 3 – 1         | 1 – 1      | 1 – 2      | 1 – 1     | 0 – 1 | 2 – 3        | 0 – 5 | 0 – 0     | 1 – 4       | 2 – 1           | 3 – 2      | 2 – 2  |
| Uit   | 2 – 1     | 1 – 1   | 1 – 1   | 5 – 1         | 0 – 1      | 4 – 1      | 1 – 0     | 3 – 1 | 1 – 1        | 2 – 2 | 4 – 1     | 2 – 1       | 0 – 1           | 0 – 0      | 0 – 2  |

### KNVB beker
| 1e ronde                                          | WSV '30                           | 2 – 1 (1 – 0) | KFC             |
| 26 december 1957 Plaats: Wormer Sportpark WSV '30 | Jan de Vries 1' Joep de Leeuw 75' |               | 58' Andries Kok |

## Statistieken KFC 1957/1958

### Eindstand KFC in de Nederlandse Eerste divisie B 1957 / 1958
| Stand | Gespeeld | Gewonnen | Gelijk | Verloren | Punten | Doelpunten voor | Doelpunten tegen |
| ----- | -------- | -------- | ------ | -------- | ------ | --------------- | ---------------- |
| 14e   | 30       | 7        | 9      | 14       | 23     | 35              | 56               |

### Topscorers
| #                 | Naam            | Goal |
| ----------------- | --------------- | ---- |
| 1.                | Eddy Blok       | 7    |
| 2.                | Andries Kok     | 6    |
| 3.                | Cees Driehuis   | 5    |
| 4.                | Cees Molenaar   | 4    |
| 5.                | Frans Keereweer | 2    |
| 5.                | Martin Koeman   | 2    |
| 5.                | Klaas Molenaar  | 2    |
| 5.                | Henk Wullems    | 2    |
| 9.                | Jaap van Bergen | 1    |
| 9.                | Johan Koster    | 1    |
| 9.                | Hans Paauwe     | 1    |
| 9.                | Piet Poel       | 1    |
| Onbekend doelpunt |                 |      |
| –                 | Onbekend        | 1    |
| Totaal            | Totaal          | 35   |

| #      | Naam        | Goal |
| ------ | ----------- | ---- |
| 1.     | Andries Kok | 1    |
| Totaal | Totaal      | 1    |